# أوين جونز
أوين جونز (بالإنجليزية: Owen Jones) (و. 1819 – 1878 م) هو سياسي، ومحامي، من الولايات المتحدة الأمريكية، كان عضوًا في الحزب الديمقراطي الأمريكي، توفي عن عمر يناهز 59 عاماً.

## مناصب
تولى منصب عضو مجلس النواب الأمريكي.

## التعليم
تعلم في جامعة بنسلفانيا.